# Campionat de França de Rugbi Top-14 2010-2011
El Campionat de França de Rugbi Top-14 2010-2011 està organitzat per la Lliga Nacional de Rugbi de França. El vigent campió és l'ASM Clermont Auvergne. La competició s'inicià el 13 d'agost del 2010 i s'acabà el 4 de juny del 2011. L'Stade toulousain va aconseguir el seu divuitè escut de Brennus.
| Clubs                 | SUA     | AB      | BO      | CABC    | CSBJ    | CO      | ASMCA   | SR      | MHRC    | USAP    | RM92    | SFCASG  | RCT     | ST      |
| --------------------- | ------- | ------- | ------- | ------- | ------- | ------- | ------- | ------- | ------- | ------- | ------- | ------- | ------- | ------- |
| SU Agen               |         | 21 - 3  | 28 - 23 | 36 - 10 | 26 - 9  | 21 - 16 | 26 - 17 | 29 - 14 | 6 - 35  | 23 - 23 | 21 - 20 | 12 - 27 | 23 - 13 | 8 - 25  |
| Aviron Bayonnais      | 27 - 0  |         | 19 - 22 | 19 - 18 | 24 - 7  | 25 - 22 | 18 - 16 | 23 - 14 | 18 - 29 | 25 - 26 | 26 - 16 | 54 - 20 | 20 - 9  | 19 - 13 |
| Biarritz Olympique    | 65 - 22 | 40 - 10 |         | 52 - 26 | 37 - 20 | 17 - 17 | 16 - 13 | 32 - 30 | 30 - 22 | 23 - 21 | 36 - 32 | 19 - 11 | 3 - 13  | 25 - 20 |
| CA Brive-Corrèze      | 12 - 30 | 18 - 26 | 21 - 27 |         | 50 - 6  | 12 - 20 | 29 - 22 | 26 - 9  | 23 - 21 | 26 - 11 | 18 - 23 | 26 - 10 | 27 - 9  | 16 - 16 |
| CS Bourgoin-Jallieu   | 22 - 15 | 23 - 28 | 18 - 22 | 18 - 3  |         | 22 - 33 | 12 - 25 | 14 - 44 | 27 - 42 | 15 - 32 | 19 - 38 | 16 - 26 | 3 - 26  | 11 - 35 |
| Castres Olympique     | 38 - 11 | 25 - 16 | 16 - 13 | 28 - 6  | 41 - 24 |         | 23 - 19 | 25 - 10 | 43 - 29 | 23- 13  | 31 - 25 | 34 - 12 | 18 - 12 | 22 - 16 |
| Clermont Auvergne     | 45 - 19 | 24 - 19 | 41 - 13 | 33 - 9  | 34 - 9  | 24 - 6  |         | 34 - 10 | 27 - 10 | 22 - 16 | 31 - 15 | 27 - 3  | 19 - 12 | 32 - 25 |
| Stade rochelais       | 19 - 29 | 17 - 30 | 23 - 29 | 26 - 21 | 20 - 12 | 22 - 17 | 22 - 14 |         | 20 - 16 | 16 - 34 | 24 - 32 | 26 - 26 | 13 - 15 | 19 - 22 |
| Montpellier HRC       | 25 - 24 | 17 - 22 | 22 - 16 | 35 - 9  | 28 - 3  | 23 - 12 | 29 - 9  | 26 - 6  |         | 12 - 12 | 36 - 19 | 29 - 23 | 27 - 3  | 22 - 21 |
| USA Perpinyà          | 31 - 18 | 25 - 19 | 17 - 12 | 23 - 16 | 27 - 20 | 10 - 29 | 21 - 13 | 21 - 16 | 6 - 16  |         | 23 - 16 | 22 - 21 | 20 - 29 | 24 - 25 |
| Racing Métro 92       | 51 - 34 | 15 - 9  | 17 - 12 | 22 - 16 | 51 - 20 | 20 - 13 | 28 - 17 | 43 - 18 | 28 - 16 | 18 - 18 |         | 15 - 13 | 15 - 12 | 43 - 21 |
| Stade Français        | 22 - 18 | 20 - 24 | 31 - 18 | 27 - 29 | 43 - 12 | 40 - 34 | 12 - 20 | 41 - 26 | 30 - 13 | 9 - 21  | 16 - 29 |         | 22 - 15 | 31- 3   |
| Rugby Club Toulonnais | 41 - 10 | 22 - 26 | 38 - 26 | 22 - 16 | 39 - 17 | 22 - 15 | 28 - 16 | 12 - 9  | 29 - 12 | 43 - 12 | 31 - 36 | 38 - 10 |         | 21 - 9  |
| Stade Toulousain      | 44 - 24 | 29 - 20 | 23 - 19 | 23 - 22 | 33 - 0  | 23 - 16 | 15 - 6  | 50 - 3  | 29 - 9  | 38 - 29 | 28 - 23 | 34 - 16 | 44 - 5  |         |

## Classificació
| Classificació general del Top 14 | Classificació general del Top 14 | Classificació general del Top 14 | Classificació general del Top 14 | Classificació general del Top 14 | Classificació general del Top 14 | Classificació general del Top 14 | Classificació general del Top 14 | Classificació general del Top 14 | Classificació general del Top 14 | Classificació general del Top 14 |
| Class.                           | Clubs                            | Pts                              | J                                | G                                | E                                | P                                | B                                | pf                               | pc                               | +-                               |
| -------------------------------- | -------------------------------- | -------------------------------- | -------------------------------- | -------------------------------- | -------------------------------- | -------------------------------- | -------------------------------- | -------------------------------- | -------------------------------- | -------------------------------- |
| 1.                               | Stade Toulousain                 | 82                               | 26                               | 17                               | 1                                | 8                                | 12                               | 664                              | 485                              | 179                              |
| 2.                               | Racing Métro 92                  | 78                               | 26                               | 16                               | 2                                | 8                                | 10                               | 674                              | 549                              | 125                              |
| 3.                               | Castres Olympique                | 76                               | 26                               | 16                               | 1                                | 9                                | 10                               | 617                              | 487                              | 130                              |
| 4.                               | Clermont Auvergne                | 72                               | 26                               | 15                               | 0                                | 11                               | 12                               | 600                              | 445                              | 155                              |
| 5.                               | Biarritz Olympique               | 72                               | 26                               | 15                               | 1                                | 10                               | 10                               | 647                              | 571                              | 76                               |
| 6.                               | Montpellier HRC                  | 72                               | 26                               | 15                               | 1                                | 10                               | 10                               | 602                              | 495                              | 107                              |
| 7.                               | Aviron Bayonnais                 | 71                               | 26                               | 16                               | 0                                | 10                               | 7                                | 569                              | 508                              | 61                               |
| 8.                               | Rugby Club Toulonnais            | 70                               | 26                               | 15                               | 0                                | 11                               | 10                               | 559                              | 469                              | 90                               |
| 9.                               | USA Perpinyà                     | 63                               | 26                               | 13                               | 3                                | 10                               | 5                                | 538                              | 543                              | -5                               |
| 10.                              | SU Agen                          | 51                               | 26                               | 11                               | 1                                | 14                               | 5                                | 534                              | 677                              | -143                             |
| 11.                              | Stade Français                   | 49                               | 26                               | 10                               | 1                                | 15                               | 7                                | 562                              | 614                              | -52                              |
| 12.                              | CA Brive-Corrèze                 | 46                               | 26                               | 8                                | 2                                | 16                               | 10                               | 495                              | 578                              | -83                              |
| 13.                              | Stade rochelais                  | 33                               | 26                               | 6                                | 1                                | 19                               | 7                                | 476                              | 673                              | -197                             |
| 14.                              | CS Bourgoin-Jallieu              | 6                                | 26                               | 2                                | 0                                | 24                               | 3                                | 379                              | 822                              | -443                             |

| Lliguetes prèvies a semifinals | Lliguetes prèvies a semifinals | Lliguetes prèvies a semifinals |
| ------------------------------ | ------------------------------ | ------------------------------ |
| Clermont Auvergne              | 27 – 17                        | Biarritz Olympique             |
| Castres Olympique              | 17 – 18                        | Montpellier HRC                |

| Semifinals       | Semifinals | Semifinals        |
| ---------------- | ---------- | ----------------- |
| Stade Toulousain | 29 – 6     | Clermont Auvergne |
| Racing Métro 92  | 25 – 26    | Montpellier HRC   |

| Final            | Final   | Final           |
| ---------------- | ------- | --------------- |
| Stade Toulousain | 15 – 10 | Montpellier HRC |

| Campió           |
| ---------------- |
| Stade Toulousain |